# Étymologie de Calvados
Calvados provient des Rochers du Calvados ou plateau du Calvados situé au large de la côte du département du Calvados à qui ils donnèrent son nom.
Ce nom, on le retrouve sur différentes cartes de Normandie. Sur une carte de 1650 du diocèse de Lisieux est porté la mention Calvados face à Arromanches et Port-en-Bessin à l'Ouest des Rochers du Calvados. En 1667, sur la carte de Guillaume Levasseur est inscrit « Calvador » sur un banc de rochers à l’emplacement de Lisle de Langrune situé à l'Est des Rochers du Calvados. Celle de Jaillot, en 1719, reprend le nom de « Calvados » au même endroit. Sur celle de Cassini figure l’ensemble nommé « rocher du Calvados » entre Arromanches et Courseulles-sur-Mer en 1744.

Côtes de France, département du Calvados, depuis le Havre de Grâce jusqu'à Isigny, d'après les plans levés en 1776 par La Coulore La Bretonnière (1792)
Carte du département du Calvados entre 1790 et 1793.
Carte du département du Calvados par le Comité de division du territoire (1800)
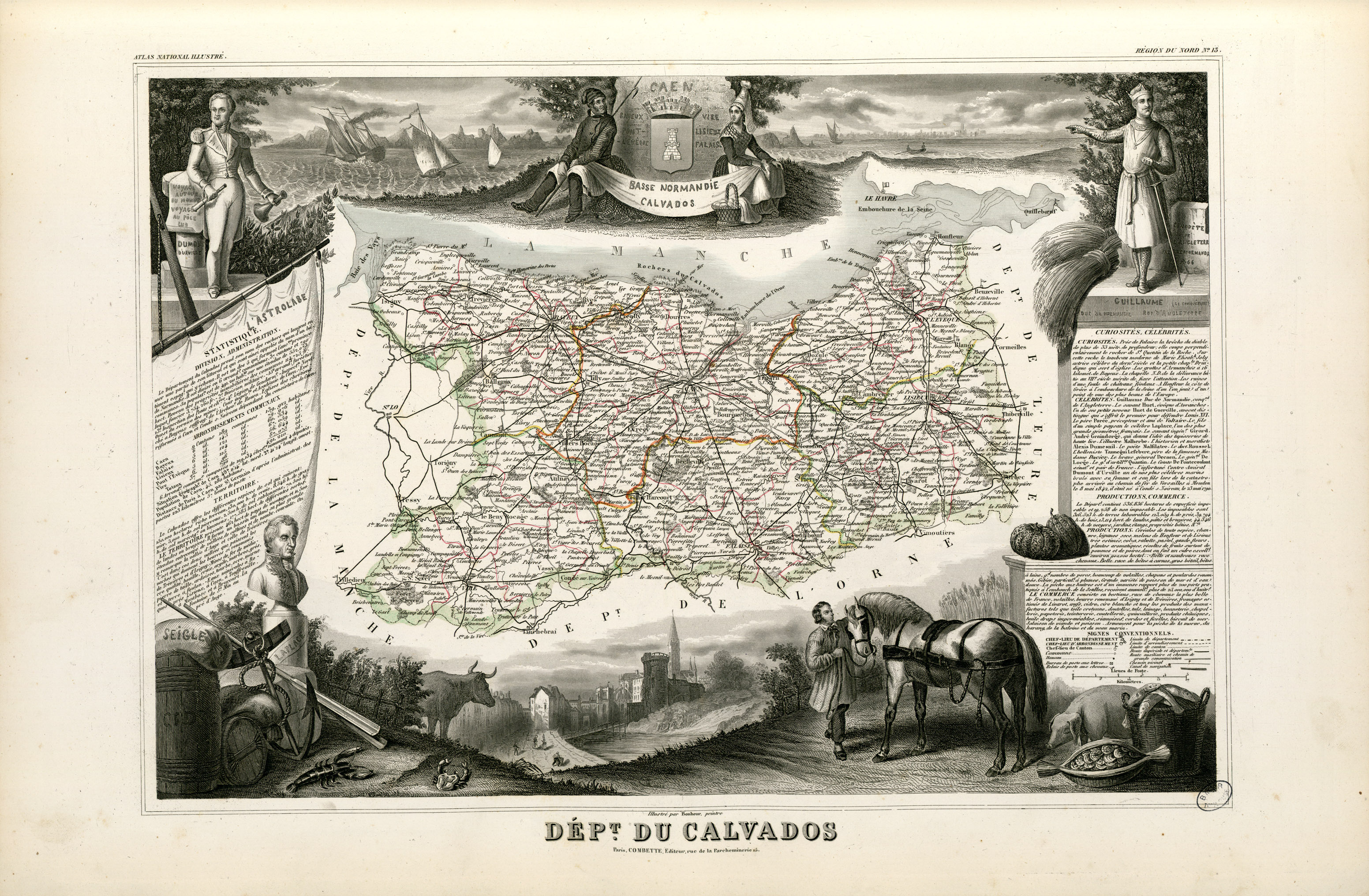
Carte du département du Calvados par Raymond Bonheur (1854)
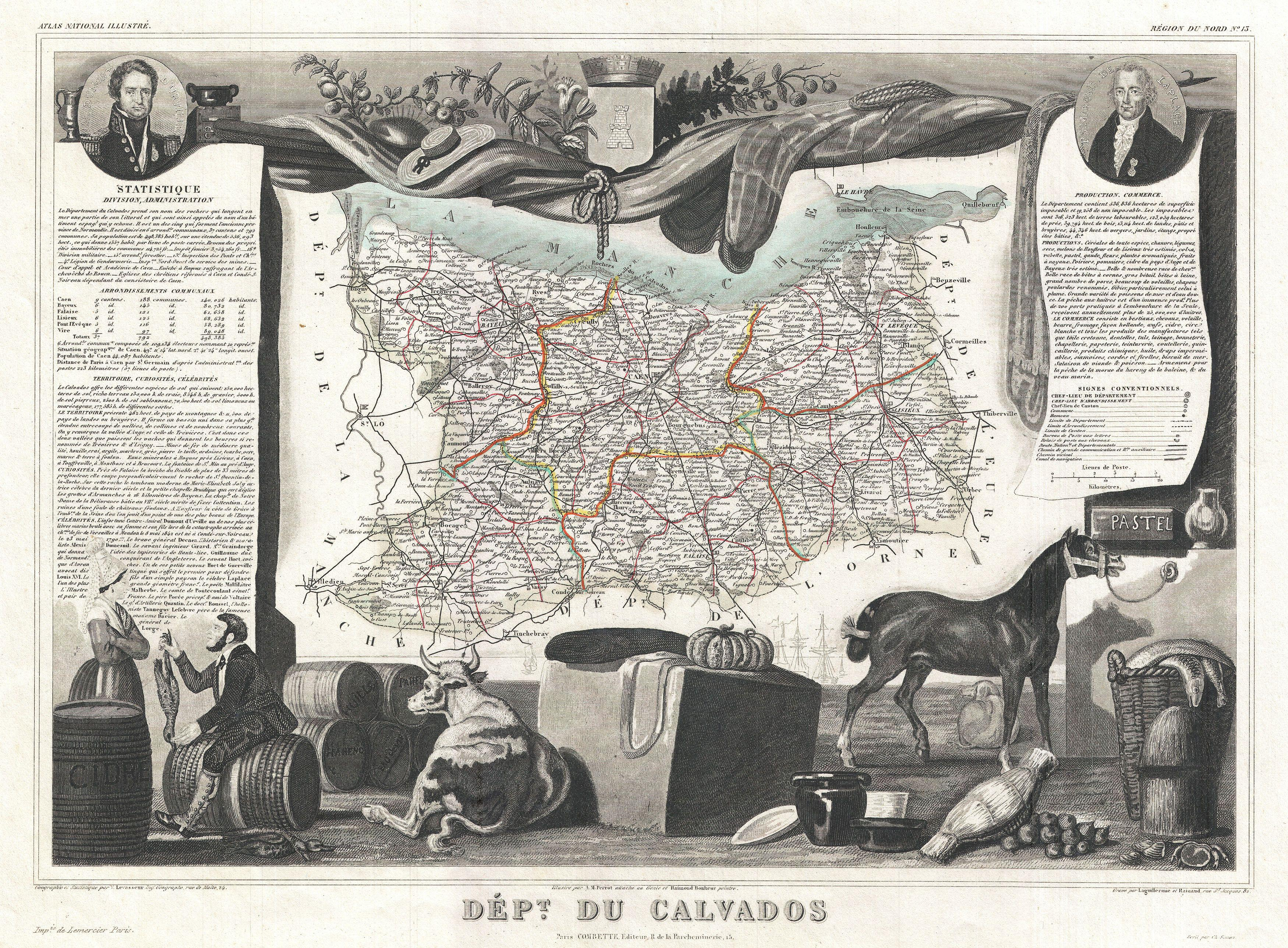
Carte du département du Calvados par le Comité de division du territoire publié par V. Levasseur (1857)
Charte nautique de Asnelles à Villers-sur-Mer incluant rade de Caen (1893).

Ce terme est une création de géographe qui inconnu des populations locales. L'étymologie du mot lui même varie suivant les points de vue et les justifications retenues. Fernand Lechanteur résume ainsi la question : « Étymologie contestatble et contestée ».
Il a longtemps été admis que le mot Calvados dérivait du nom d'un navire de la grande Armada espagnole le San Salvador (es) de 1588 qui aurait fait naufrage sur la côte normande,,. Cette assertion était renforcée par l'existence d'un mouillage appelé « fosse d'Espagne » devant Arromanches ; elle constitue aujourd'hui la rade du port artificiel d'Arromanches construit par les Alliés en 1944. En réalité, aucun navire appelé San Salvador ne s'est échoué sur le platier en 1588.
Raymond Sindou ne croit pas a cette hypothèse, il n'y aurait pas eu de navire de Invincible Armada qui se soit échoué en 1588. Et comment passé de Salvador à Çalvador et Calvados.
Le linguiste René Lepelley apporte en 1990 une autre explication basée sur des cartes anciennes rédigées en latin. Le premier élément Calva- représente le latin calva « chauve » et le second -dos, le latin vulgaire dossum « dos » (> français dos; latin classique dorsum), d'où le sens global « dos ou hauteurs chauves ou dénudées ». Toutefois, toujours selon René Lepelley, le mot ne désignait pas à l'origine le rocher mais une portion de la côte dépourvue d'arbres et d'arbustes. En effet, on lit sur une carte du XVIIe siècle que Calvados désignait deux portions de la falaise qui s'étendait sur 17 km entre Sainte-Honorine-des-Pertes et Saint-Côme-de-Fresné. Le nom est donc récent et d'origine savante, une formation populaire aurait donné *Cauvedos. Par extension, l'appellation de ce secteur côtier s'est transmise au rocher du large.
Gérard Pouchain avance une autre hypothèse qui viendrait de cabali dorsum ou dos de cheval.
Enfin, certains pensent que Calvados viendrait de Kal : nu, chauve, pelé et Fadderlös : orphelin, à partir d’une langue médiévale scandinave. Le rocher se traduirait donc par : L’orphelin chauve.